# Jan Toorop
Pour les articles homonymes, voir Toorop.
Jan Toorop, né le 20 décembre 1858 à Purworejo (Indes néerlandaises) et mort le 3 mars 1928 à La Haye, est un peintre néerlandais.
Son œuvre comble le fossé entre le symbolisme pictural et l'Art nouveau.

## Biographie
Jan Theodoor Toorop naît dans l'île de Java, dans ce qui était alors les Indes néerlandaises. Il fait ses premières années d'études dans une école de Batavia, l'actuelle Jakarta.
En 1869, il quitte l'Indonésie pour les Pays-Bas, où il étudie à Delft.
En 1880, il entre à l'Académie royale des beaux-arts d'Amsterdam.
De 1882 à 1886, il vit à Bruxelles, où il devient membre du Groupe des XX à partir de 1884. Cette année-là, il fait un voyage  à Londres avec Émile Verhaeren. Puis il se rend en France, où il rencontre Odilon Redon. 

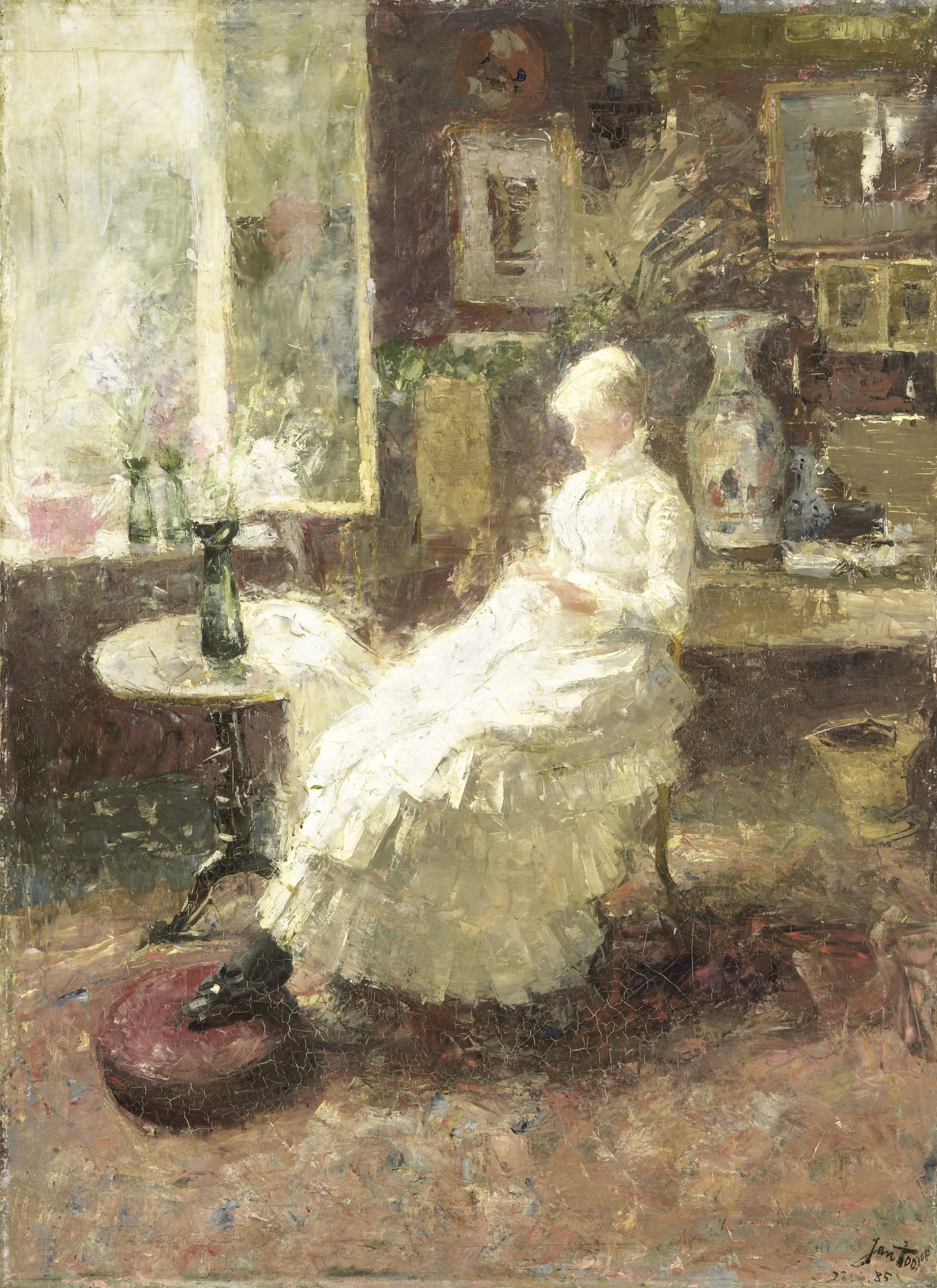
Portrait d'Annie Toorop-Hall à Lissadell, dans le Surrey, 1885, Rijksmuseum Amsterdam.

Il se marie avec Annie Hall en 1886 et, dès lors, il multiplie les déplacements entre La Haye, Bruxelles et l'Angleterre. En 1886, de nouveau à Londres, il rencontre Whistler. Ses études et ses nombreux voyages lui permettent de mieux connaître l'impressionnisme et les divers mouvements postimpressionnistes. Il subit leur influence, avant de développer un style plus personnel, qui mêle les motifs javanais avec le symbolisme. Ses personnages élancés et curvilignes préfigurent l'Art nouveau.
Après 1890, il réside à Katwijk aan Zee, petite commune sur le front de mer. Cette sédentarisation coïncide avec l'amorce de sa période Art nouveau, qui s'étale de 1891 à 1899. Entre-temps, en 1897, le peintre s'est installé dans la station balnéaire de Dombourg. Là, il est au centre d'un groupe d'artistes, dont fait partie Piet Mondrian, mais où chacun garde jalousement son indépendance artistique.
Il expose en 1900 et 1902 à Vienne en compagnie d'artistes de la Sécession et publie dans la revue Ver sacrum (1902).
Il se convertit au catholicisme en 1905 et commence à peindre des œuvres religieuses, tout en continuant de signer des portraits et des paysages.
Il a pour ami et condisciple le peintre Franz Melchers.
Sa fille, Charley Toorop, est également peintre.

Œuvres de Jan Toorop
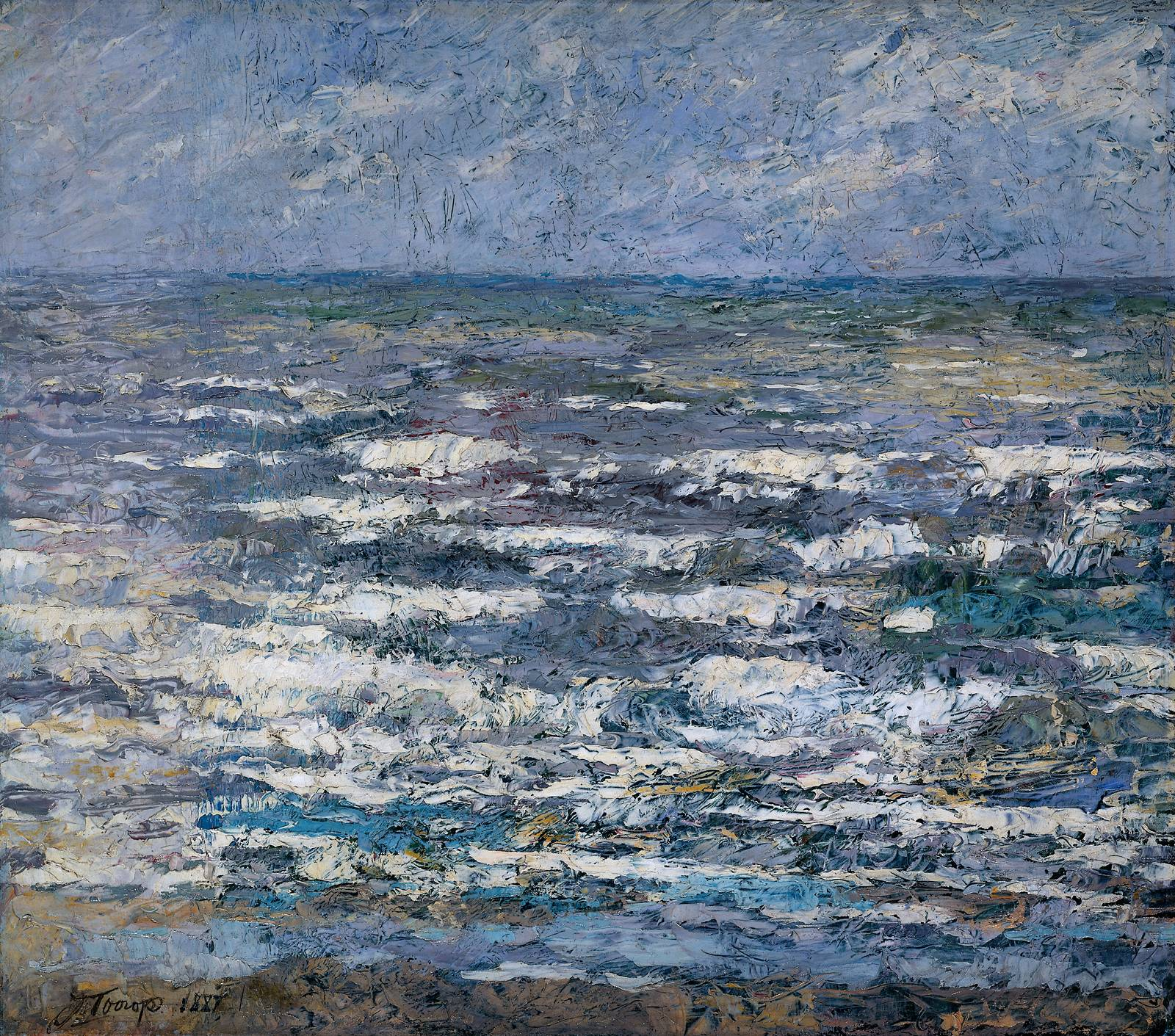
La Mer, 1887, Rijksmuseum Amsterdam.
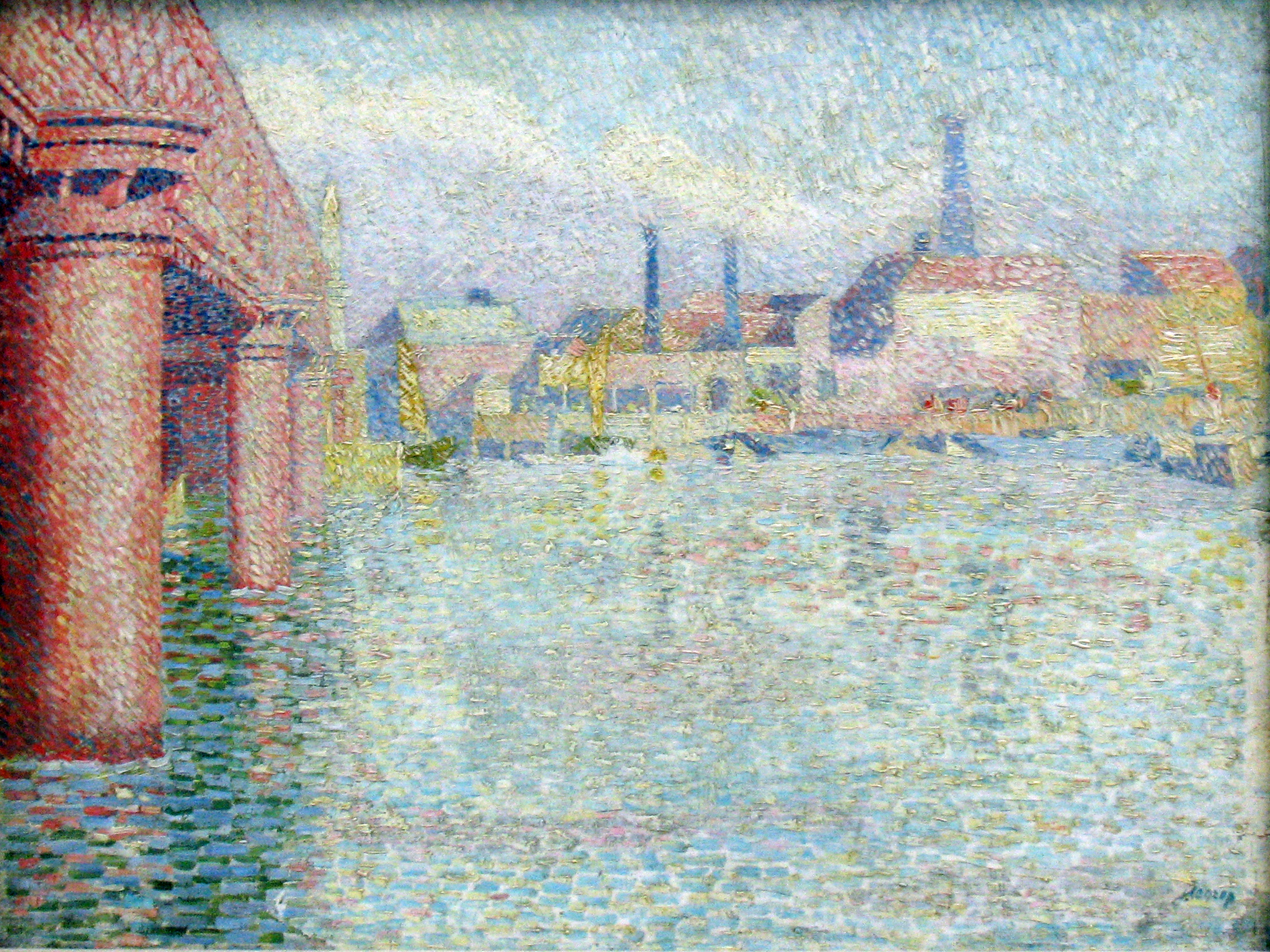
Pont à Londres, 1889, Otterlo, musée Kröller-Müller.
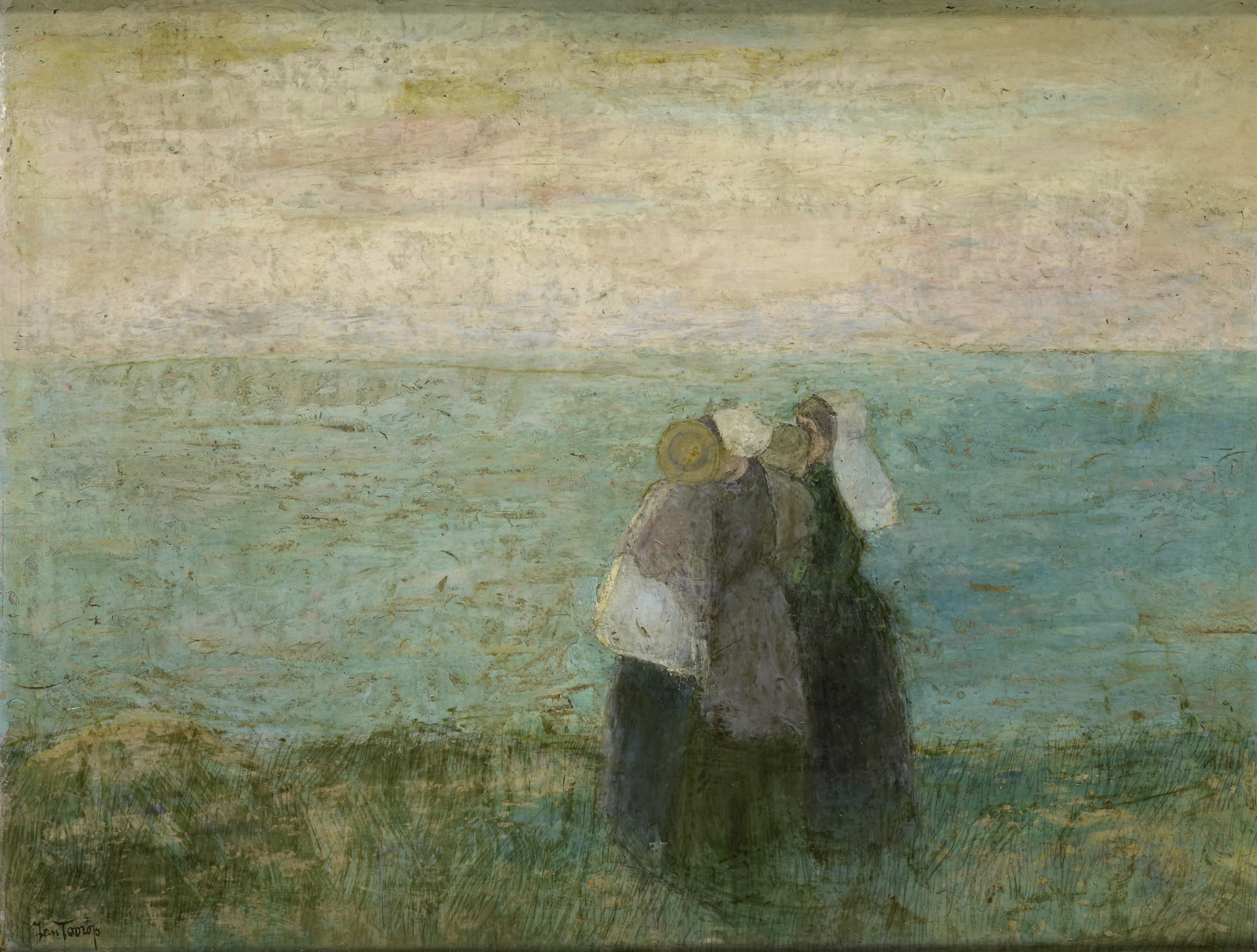
Femmes en bord de mer, entre 1885 et 1887, Rijksmuseum Amsterdam.
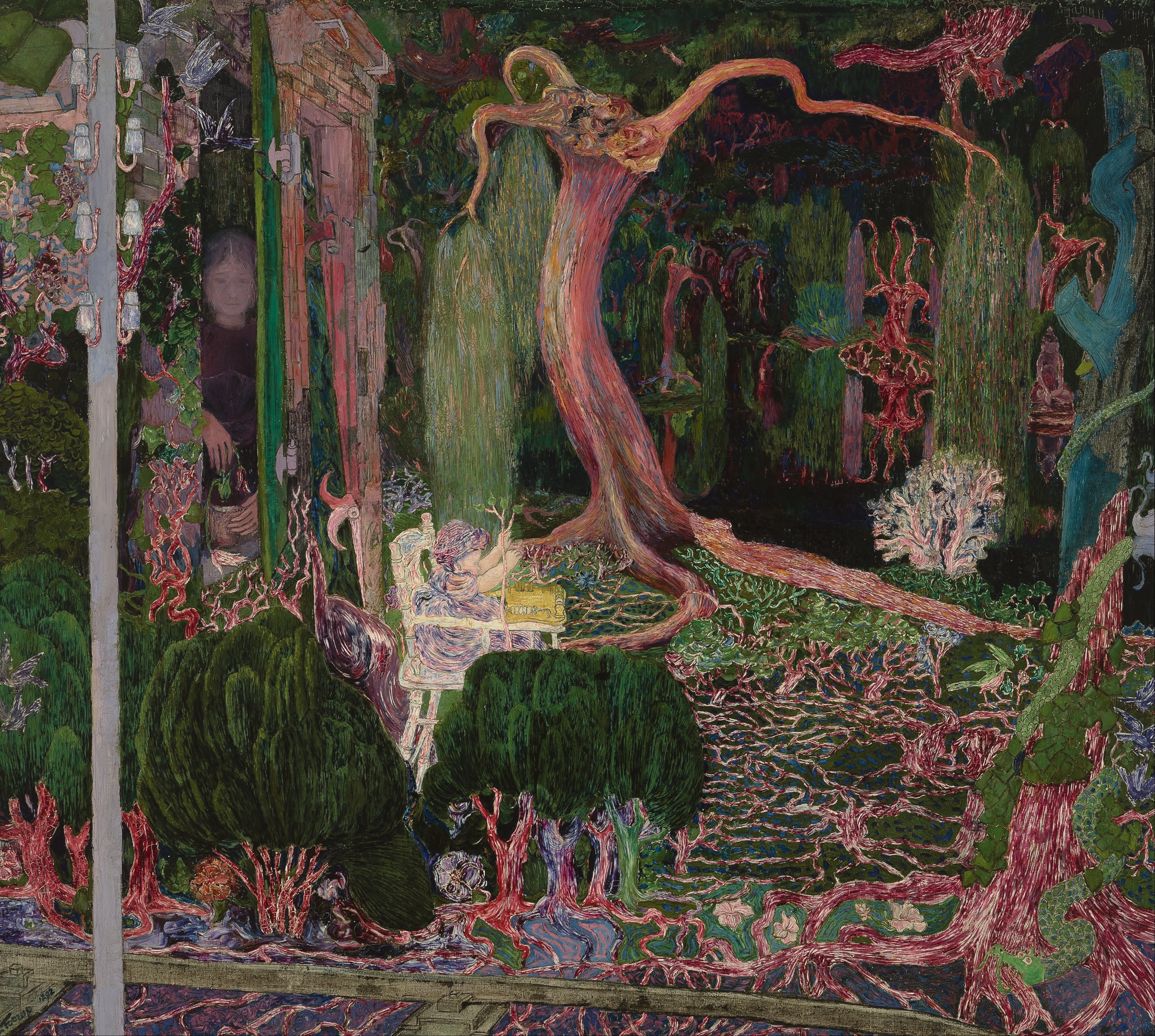
Une nouvelle génération, 1892, Rotterdam, musée Boijmans Van Beuningen.
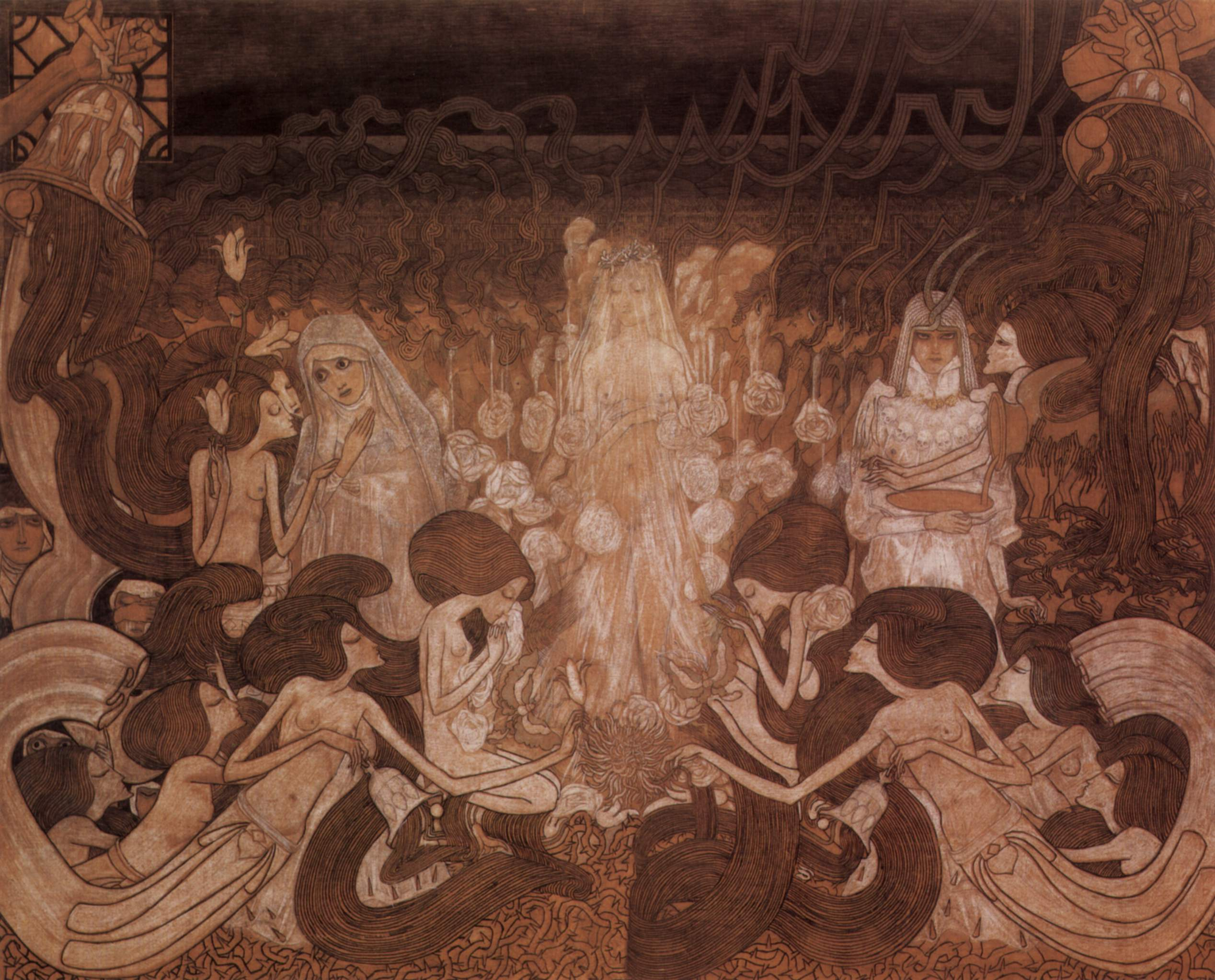
Les Trois Fiancées, 1893, Otterlo, musée Kröller-Müller.
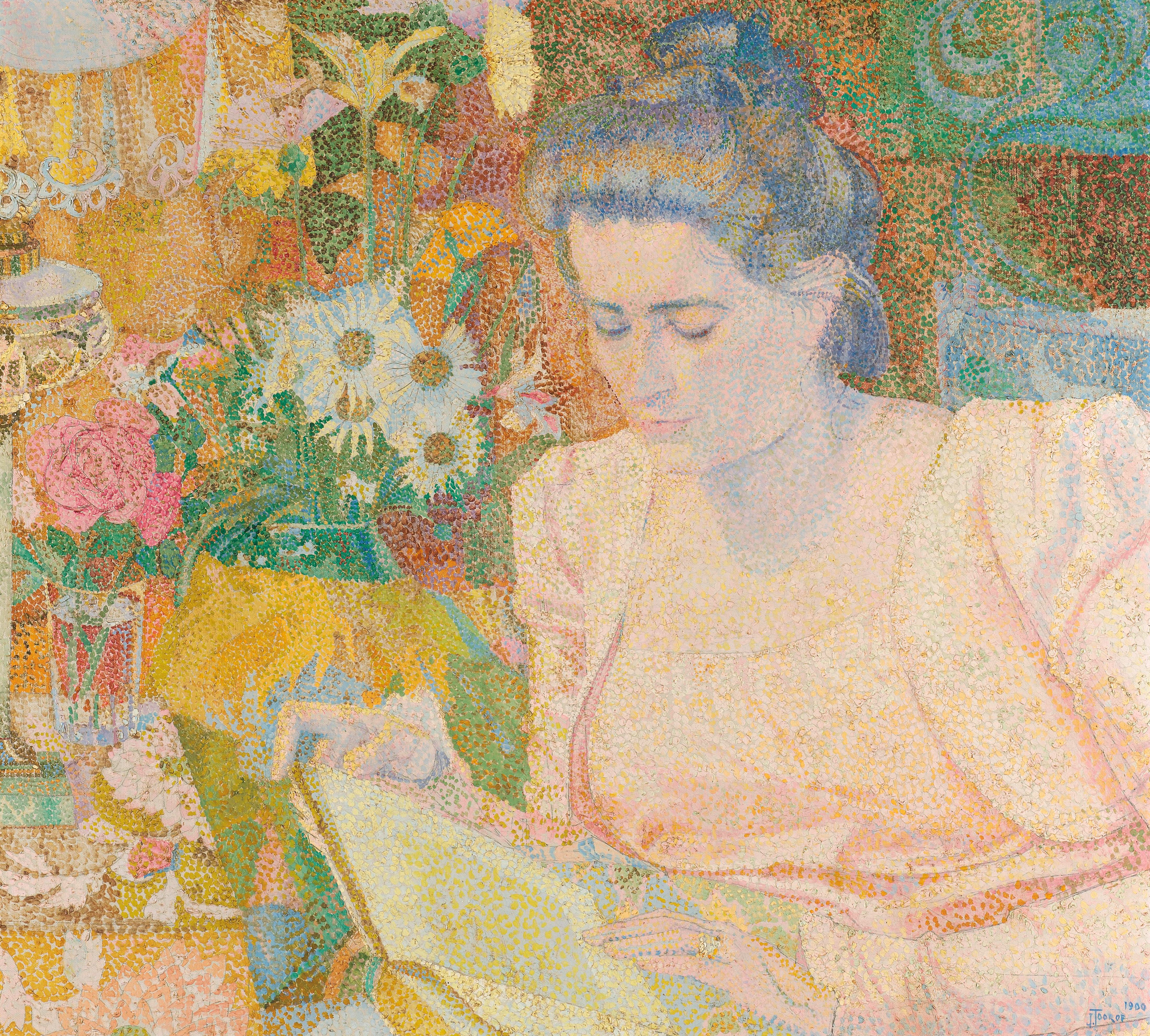
Portrait de Marie Jeanette de Lange, 1900, Rijksmuseum Amsterdam.
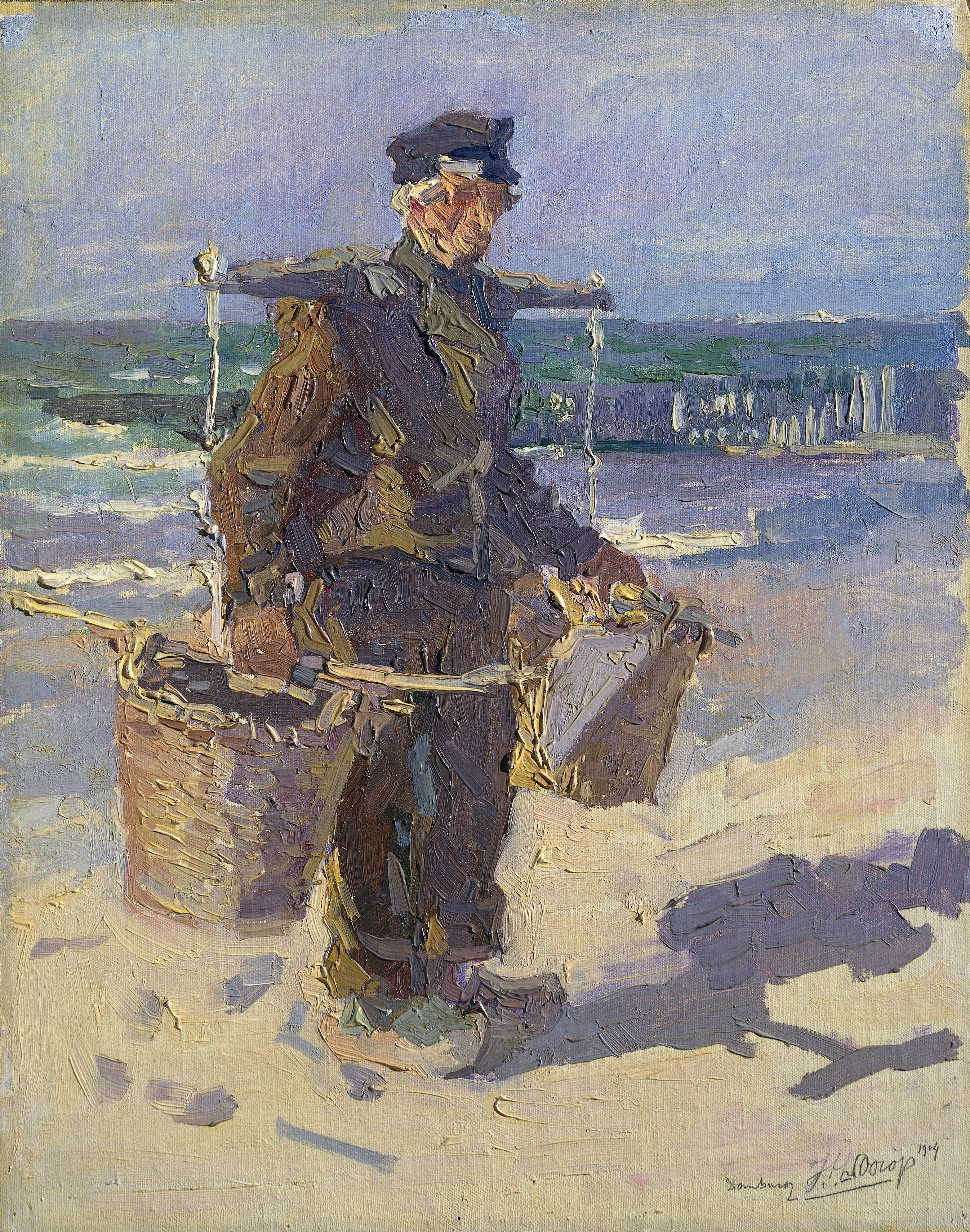
Le Porteur d'eau, 1904, Rijksmuseum Amsterdam.
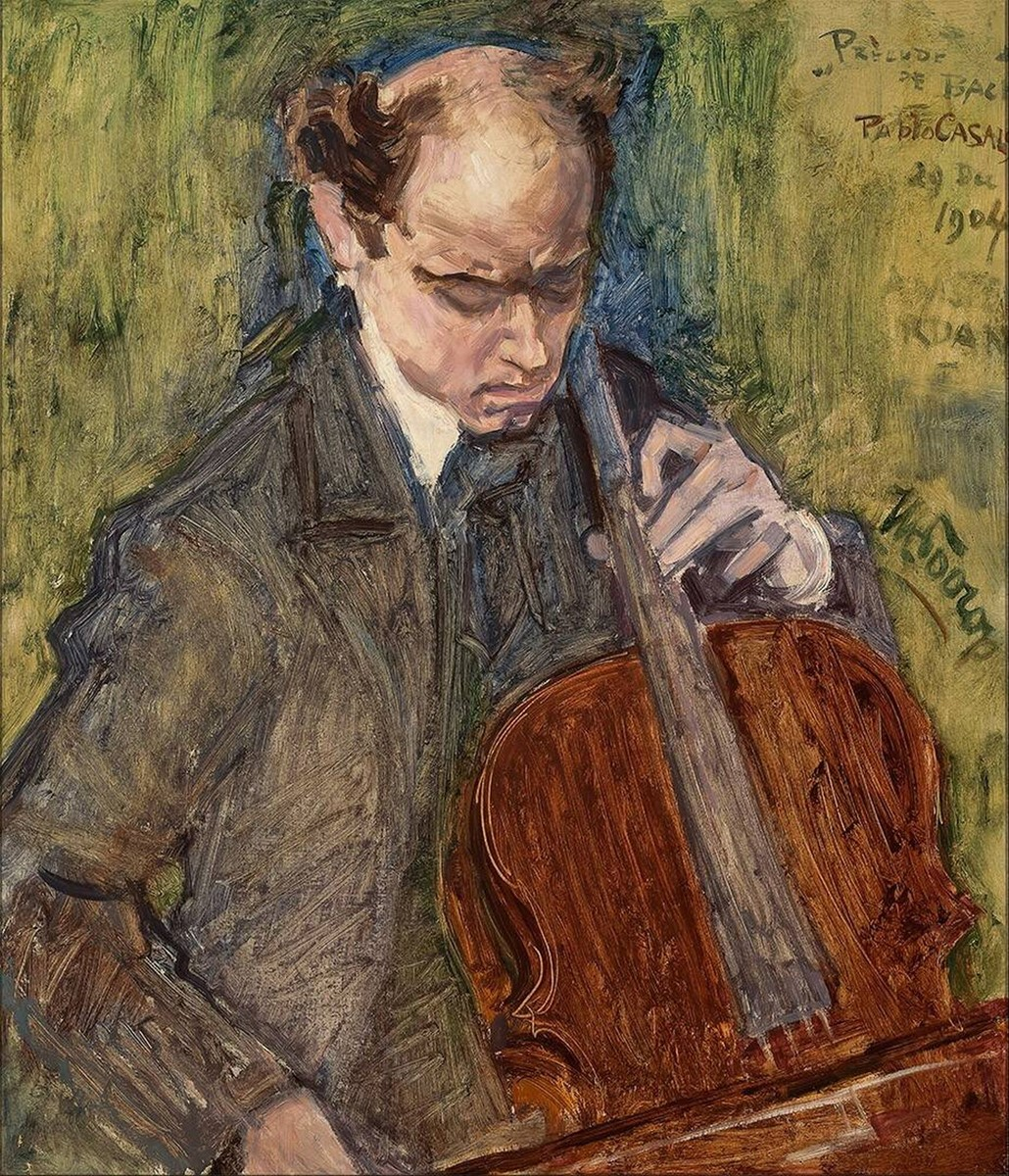
Pablo Casals au violoncelle, 1904, Rotterdam, musée Boijmans Van Beuningen.
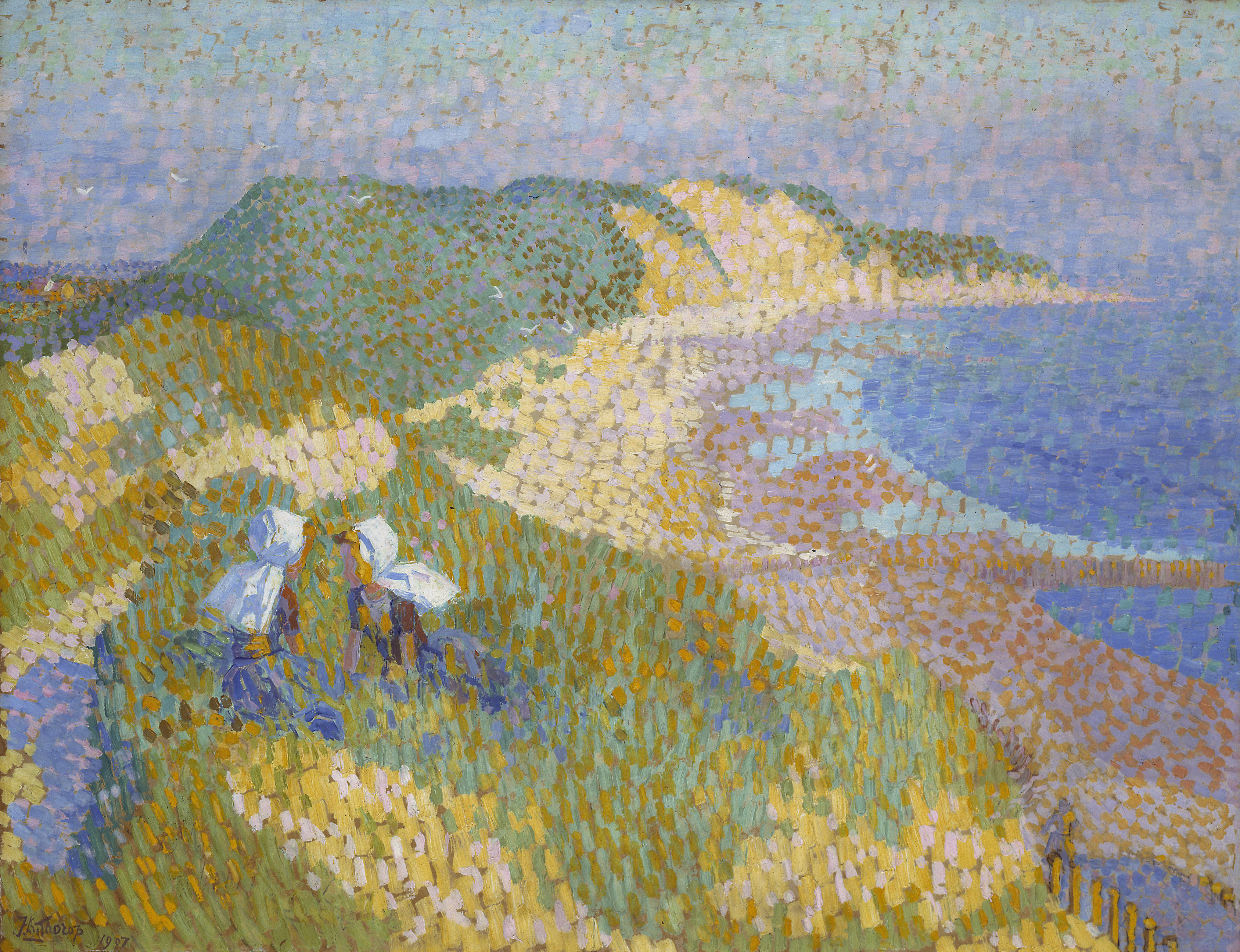
Dunes et mer en Zoutelande, 1907, musée municipal de La Haye.